# 罗米娜·劳里托
罗米娜·劳里托（義大利語：Romina Laurito，1987年5月4日—），生于加拉拉泰，意大利女子艺术体操运动员。她曾代表意大利获得2012年夏季奥运会体操比赛女子团体全能铜牌。